# Olof Thunbergs diskografi
Olof Thunberg (1925–2020) var en svensk skådespelare och regissör som medverkat i följande fonogram och datorspel.

## Diskografi

### För barn, ej Bamse
| År   | Produktion                                                                                               | Insp.      | Utgivare                       | Kommentar                                  | Guldskiva | Ref.  |
| ---- | --- | ---------- | ------------------------------ | ------------------------------------------ | --------- | ----- |
| 1954 | De fyra musikanterna I & II / Berättare: Lillemor Björnstad / Åke Nygren - Olof Thunberg                 | 1954-06-11 | Sagoton                        |                                            |           | [ 1 ] |
| 1954 | De tre bockarna Bruse I & II / Berättare: Åke Nygren / Olof Thunberg                                     | 1954-06-10 | Sagoton                        |                                            |           | [ 1 ] |
| 1954 | Mästerkatten i stövlar I & II / Berättare: Olof Thunberg / Åke Nygren                                    | 1954-06-11 | Sagoton                        |                                            |           | [ 1 ] |
| 1954 | Pojken som åt i kapp med jätten I & II / Berättare: Åke Nygren / Olof Thunberg                           | 1954-06-11 | Sagoton                        |                                            |           | [ 1 ] |
| 1954 | Prinsessan på ärten I & II / Berättare: Åke Nygren / Lillemor Björnstad - Monica Nielsen - Olof Thunberg | 1954-06-10 | Sagoton                        |                                            |           | [ 1 ] |
| 1954 | Rödluvan I & II / Berättare: Åke Nygren / Lillemor Björnstad - Monica Nielsen - Olof Thunberg            | 1954-06-10 | Sagoton                        |                                            |           | [ 1 ] |
| 196? | ABC-skivan / Lennart Hellsing Spår 15: "Opsis Kalopsis"                                                  |            | Snurr-skivan                   | uppläsare                                  |           | [ 2 ] |
| 1968 | Walt Disney's Djungelboken                                                                               |            | Odeon, EMI, Disneyland         | rösten till Shere Khan (ur filmdubbningen) | 1969      | [ 5 ] |
| 1970 | Regnbågslandet                                                                                           |            | SR Records                     | röst                                       |           |       |
| 1972 | Disneyland                                                                                               |            | Disneyland, Hemmets Journal AB |                                            |           | [ 5 ] |
| 1972 | Sagoteatern presenterar Den förtrollade fiolen / bröderna Grimm                                          |            | Sagoteatern                    |                                            |           | [ 6 ] |
| 1973 | De tre musketörerna / Alexandre Dumas ; i bearbetning av Doreen Denning                                  |            | Odeon                          | berättare                                  |           | [ 7 ] |
| 1976 | Flåklypa Grand Prix                                                                                      |            | Polydor                        |                                            |           | [ 5 ] |
| 1976 | Agaton Sax och Byköpings gästabud                                                                        |            | Polydor                        |                                            |           | [ 5 ] |
| 1978 | Bernard & Bianca                                                                                         |            | Disneyland, Hemmets Journal AB |                                            |           | [ 5 ] |
| 1978 | De tre musketörerna. En för alla - alla för en                                                           |            | EMI                            |                                            |           | [ 5 ] |
| 1979 | De klassiska sagorna 2                                                                                   |            | Telestar                       |                                            |           | [ 5 ] |
| 1979 | Arla farm                                                                                                |            |                                | berättare                                  |           | [ 8 ] |
| 1981 | Micke och Molle - vänner när det gäller                                                                  |            | Select                         |                                            |           | [ 5 ] |
| 1982 | Snövit och de sju dvärgarna                                                                              |            | Select                         |                                            |           | [ 5 ] |
| 1989 | Hjältar och monster på himlavalvet. Del 2                                                                |            | EMI Svenska AB                 |                                            |           | [ 5 ] |
| 1997 | Lilla TV-huset (datorspel)                                                                               |            | SVT                            |                                            |           |       |

### Scenproduktioner
| År   | Produktion                                                                                    | Insp.      | Utgivare                      | Kommentar             | Ref.        |
| ---- | --------------------------------------------------------------------------------------------- | ---------- | ----------------------------- | --------------------- | ----------- |
| 1959 | Irma la Douce                                                                                 |            | Bonniers Folkbibliotek        | utgiven ca 1959-10-30 | [ 9 ] [ 5 ] |
| 1966 | Amnesty International, Stadsteatern, 17 jan. 1966 Sida B. Spår 5: "Prata av Sandro Key-Åberg" | 1966-01-17 | Sonet                         | medverkan             | [ 10 ]      |
| 1982 | Vita hästen                                                                                   |            | Hanson Glenmark Production AB |                       | [ 5 ]       |

### Dikter
| År   | Produktion              | Utgivare | Kommentar | Ref.   |
| ---- | ----------------------- | -------- | --------- | ------ |
| 1967 | Afton ; Moses Pergament | Euphonic |           | [ 11 ] |

### Bamse
| År   | Produktion                                                                  | Insp.         | Utgivare      | Kommentar                      | Guldskiva  | Ref.          |
| ---- | --------------------------------------------------------------------------- | ------------- | ------------- | ------------------------------ | ---------- | ------------- |
| 1973 | Bamse / berättare: Olof Thunberg                                            |               | Sonora        | Berättare. Utgiven på CD 1992. | 1983       | [ 12 ] [ 13 ] |
| 1992 | Bamse i Trollskogen / av Rune Andréasson med sex sånger av Ronny Åström     | 1992 maj-juni | Select        | Berättare.                     | 1996-12-11 | [ 15 ] [ 16 ] |
| 1993 | Bamse och den lilla åsnan                                                   | 1993 juni     | Serieförlaget | Berättare.                     | 1998-02-20 | [ 18 ] [ 16 ] |
| 1997 | Bamse och Regnbågs-Nuttarna                                                 | 1996          | Egmont        | Berättare.                     | 1998-02-20 | [ 16 ]        |
| 1998 | Bamse och de mystiska pilarna / av Rune Andréasson                          |               | Egmont        | Berättare.                     |            | [ 19 ]        |
| 2000 | Bamses cirkus                                                               |               | Egmont        | Berättare.                     |            |               |
| 2001 | Bamse och Bronto                                                            |               | Egmont        | Berättare.                     |            | [ 5 ]         |
| 2002 | Bamse och lyckans dörr                                                      |               | Egmont        | Berättare.                     |            | [ 5 ]         |
| 2002 | Bamse : jul på kullarna : titta, lyssna, läs                                |               | Egmont        | Berättare.                     |            | [ 20 ]        |
| 2002 | Sjörövarjul (bilaga till serietidningen Bamse 2002:18)                      |               | Egmont        | Berättare.                     |            |               |
| 2003 | Bamse i Egypten                                                             |               | Egmont        | Berättare.                     |            |               |
| 2003 | Julstjärnan (bilaga till serietidningen Bamse 2003:18)                      |               | Egmont        | Berättare.                     |            |               |
| 2004 | Bamses äventyr / Rune Andreasson                                            |               | Egmont        | Berättare.                     |            | [ 21 ]        |
| 2004 | Julen då alla glömde Vargen (bilaga till serietidningen Bamse 2004:18)      |               | Egmont        | Berättare.                     |            | [ 22 ]        |
| 2005 | Bamse och jultjuven (bilaga till serietidningen Bamse 2005:18)              |               | Egmont        | Berättare.                     |            |               |
| 2006 | Lille Skutt och Fix-Pelle                                                   |               | Egmont        | Berättare.                     |            |               |
| 2007 | Bamses sagostund                                                            | 2007          | Egmont        | Berättare.                     |            |               |
| 2007 | Bamse och sjörövarnas julklappar (bilaga till serietidningen Bamse 2007:17) |               | Egmont        | Berättare.                     |            |               |

### Talböcker för vuxna
| År   | Produktion                                             | Utgivare        | Kommentar   | Ref.   |
| ---- | ------------------------------------------------------ | --------------- | ----------- | ------ |
| 1994 | Ett år i Provence / Peter Mayle ; övers.: Carla Wiberg | SRF Tal & punkt | ca 9 timmar | [ 23 ] |